# デイヴィス (DD-937)
|          | |
| 艦歴     | |
| 発注     | 1954年2月3日 |
| 起工     | 1955年2月1日 |
| 進水     | 1956年3月28日 |
| 就役     | 1957年2月28日 |
| 退役     | 1982年12月20日 |
| その後   | スクラップとして廃棄 |
| 除籍     | 1990年7月27日 |
| 性能諸元 | |
| 排水量   | 満載：4,000トン |
| 全長     | 418' (127.4 m) |
| 全幅     | 45' (13.7 m) |
| 吃水     | 21' (6.4 m) |
| 機関     | 蒸気タービン 70,000hp 2軸推進 |
| 最大速   | 32+ノット (59.3 km/h) |
| 航続距離 | 4,500海里（20ノット時） |
| 乗員     | 士官18名、兵員290名 |
| 兵装     | 54口径127mm単装砲 3門 12.7mm単装機銃 6基 爆雷投下軌条 1条 *後日撤去 50口径76mm2装砲 2基 ヘッジホッグ 2基 533mm魚雷発射管 4門 *後日追加 324mm3連装魚雷発射管 2基 |
| モットー | Vigilantia Pro Pacem |

デイヴィス (USS Davis, DD-937) は、アメリカ海軍の駆逐艦。フォレスト・シャーマン級駆逐艦の1隻。艦名はウォーク (USS Walke, DD-723) 艦長としてリンガエン湾で戦死し、名誉勲章を受章したジョージ・フレミング・デイヴィス中佐に因む。その名を持つ艦としては4隻目。

## 艦歴
デイヴィスは1955年2月1日にマサチューセッツ州クインシーのフォアリバー造船所で起工する。1956年3月28日にG・F・デイヴィス夫人（デイヴィス中佐の未亡人）によって進水し、1957年2月28日に就役した。
デイヴィスは1982年12月20日に退役し、1990年7月27日に除籍、1992年12月11日にクインシーのフォアリバー造船所にスクラップとして売却された。フォアリバー造船所が破産すると、破産管財人によってニューヨークのN・R・アクィジション・インコーポレーテッドに転売され、その後ノースカロライナ州ウィルミントンのウィルミントン・リソーシズによって解体された。